# 普拉斯科
普拉斯科（義大利語：Prasco），是意大利亚历山德里亚省的一个市镇。总面积6.06平方公里，人口560人，人口密度92.4人/平方公里（2009年）。ISTAT代码为006139。